# Dubrovačka karaka
Dubrovačka karaka (eng. argosy) je velik jedrenjak građen u Dubrovačkoj Republici od 15. stoljeća. Pripada među najveće brodove toga doba.
Karake su prevozile skupi teret. Imale su i naoružanje do 40 topova, za obranu od pirata. Dominikanski samostan u Dubrovniku čuva najvredniji uzorak dubrovačke karake iz 15. stoljeća. Posade su bile do 140 ljudi. Dubrovačka karaka imala je tri jarbola, od kojih je srednji najviši. On ima dva križna jedra. Jarbol na pramcu ima križno jedro, a na krmi latinsko jedro. Jedra su bila teška i podizala su se uz pomoć ručnog vitla. Krma je visoka, što je osobina prekooceanskih brodova. U središnjem prostoru karake, bio je strop sa slikama tadašnjih slikarskih majstora. Na nekim su postojale kovačke i stolarske radionice, zdenac s vodom i vrtom, čak i nastambe za svinje, kokoši i kuniće. 
Karaka je krajem 16. stoljeća poboljšana, pa je mogla prevesti i do 1000 vojnika i 900 tona tereta. Dubrovčani su u gradnji karaka bili vrlo strpljivi i vrhunski majstori, koristili su najkvalitetnije drvo. Karakama su putovali i do Velike Britanije i SAD-a. Hrvatska narodna banka i Hrvatski novčarski zavod izradili su srebrni kovani novac s motivom dubrovačke karake. Hrvatska pošta izdala je marku s prikazom dubrovačke karake.
U djelima Williama Shakespearea, "Mletački trgovac" i "Ukroćena goropadnica" spominje se riječ "argosy" koja znači dubrovačka karaka. 

## Vanjske poveznice
- Karaka Hrvatska tehnička enciklopedija, portal hrvatske tehničke baštine. LZMK